# Hans-Peter Meinzer

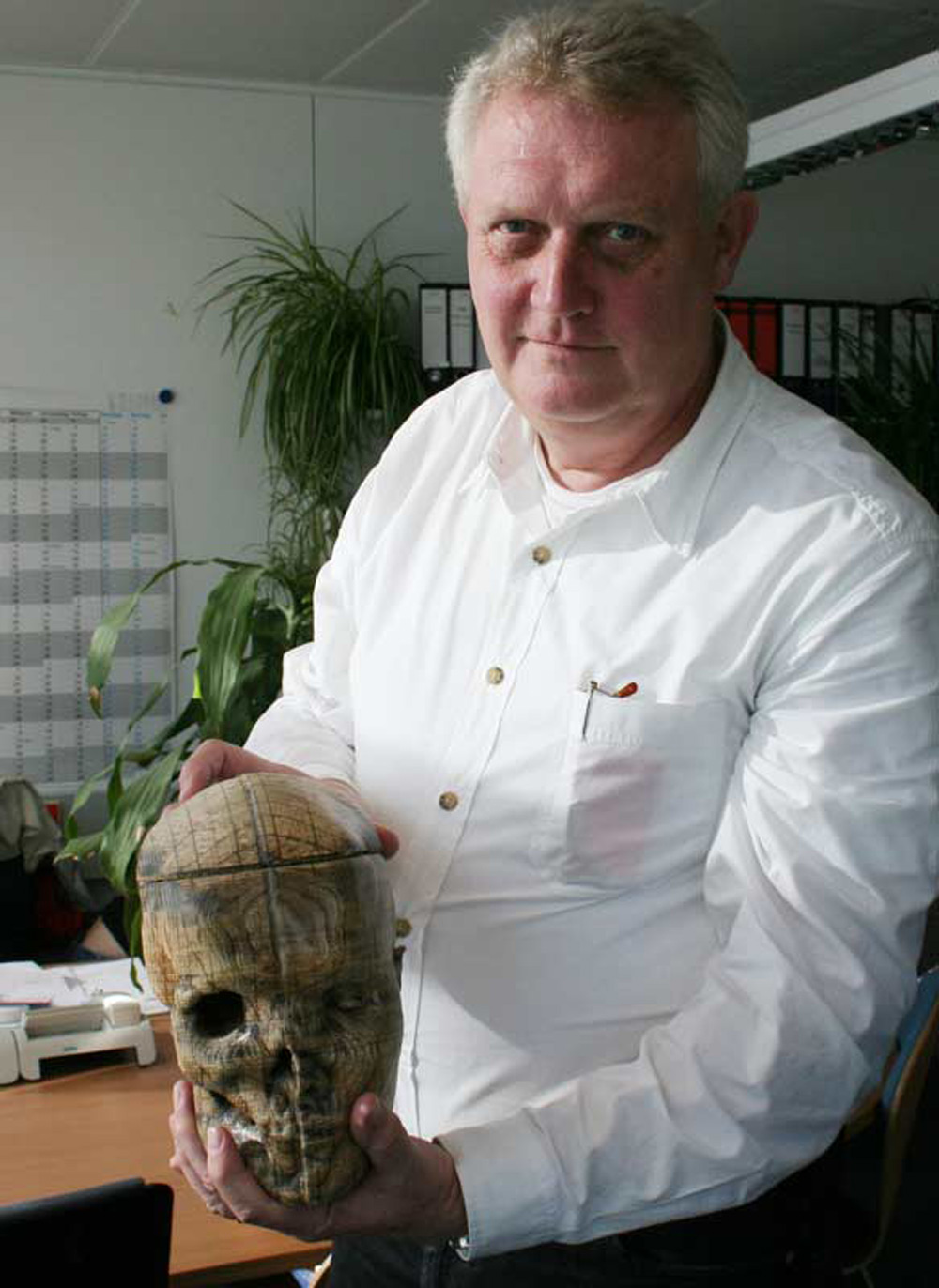
Meinzer in seinem Büro im Deutschen Krebsforschungszentrum (2005)

Hans-Peter Meinzer (* 7. November 1948 in Mannheim; † 18. August 2023) war ein deutscher Physiker und Informatiker und Mitgründer der Abteilung für Medizinische und Biologische Informatik am Deutschen Krebsforschungszentrum DKFZ.

## Leben
Meinzer wuchs in Weinheim auf. Er besuchte die Diesterweg-Grundschule und anschließend das Werner-Heisenberg-Gymnasium Weinheim. Ab 1967 studierte er Physik an der Technischen Hochschule Karlsruhe und schloss 1973 mit dem Diplom ab. Parallel dazu erwarb er ein Vordiplom als Wirtschafts-Ingenieur auf dem Gebiet von Operations Research und Graphentheorie und entwickelte ein spezielles Interesse für die Datenverarbeitung in der Medizintechnik. Nach einem Schuljahr als Lehrer für Mathematik und Physik an der Gesamtschule Weinheim wechselte er in die Abteilung für Datenverarbeitung am Deutschen Krebsforschungszentrum in Heidelberg.
Am DKFZ installierte er den ersten Plotter und schrieb Software in Fortran, um diesen Plotter Grafiken und Diagramme zeichnen zu lassen. Meinzers Programme wurden über 100.000 Mal von Medizinern genutzt. Ab 1980 wandte er sich pixelbasierten Bilddaten zu. Auch hierfür schrieb er eine Kommandosprache, die eine interaktive Manipulation von Bilddaten möglich machte. 1983 promovierte Hans-Peter Meinzer mit einer Arbeit zum Thema „Eine Mensch-Maschine Schnittstelle auf der Basis von Kommandosprachen“.
1985 gründeten Meinzers Chef Claus Köhler und er die Abteilung „Medizinische und Biologische Informatik MBI“ am DKFZ. 1987 habilitierte Meinzer mit einer Arbeit über die Simulation dynamischer Zellwachstumsprozesse, speziell der Krypten im Dünndarm. Als in der Radiologie Computer- und Kernspintomographie Einzug hielten, unterzog Meinzer die Bilddaten einer Analyse auf Basis der Mustererkennung und Statistik. Aus den 3D-Volumendaten entwickelte er Segmentierungsalgorithmen, um innenliegende Strukturen optisch zu trennen. Damit war es erstmals möglich, Teilresektionen der Leber im Vorfeld der Operation zu planen.
1998 wurde Meinzer Abteilungsleiter der Abteilung Medizinische und Biologische Informatik und außerplanmäßiger Professor für Medizinische Informatik. Er betreute in diesen Funktionen über 300 Diplom- und Masterarbeiten und 75 Doktorarbeiten. Er gründete drei Firmen als Spin-Offs seiner Forschung.
2016 ging er in den Ruhestand. Seine Nachfolger wurden Lena Maier-Hein und Klaus Maier-Hein. Die inzwischen zwei Abteilungen für Bildgebung am DKFZ hatten 2021 etwa 90 Mitarbeiter.
Ab 2005 war Meinzer der Vertrauensdozent der Hanns-Seidel-Stiftung für deren Stipendiaten in Heidelberg und Mannheim. Er lebte mit seiner Frau Patricia Gallo de Meinzer in Heidelberg und hatte drei Kinder.